# أحمد عبد الأمير
أحمد عبد الأمير (15 فبراير 1978) لاعب كرة قدم بحريني يلعب حاليا لصالح نادي الدرجة الأولى المالكية البحريني في مركز المهاجم من 1996.